# Supercoppa Sudamericana 1993
La Supercoppa Sudamericana 1993 è stata la sesta edizione del torneo. Alla manifestazione parteciparono 16 squadre, e il vincitore fu il San Paolo.

## Formato
Le squadre si affrontano in turni a eliminazione diretta.

## Partecipanti
| Nazione   | Squadra            |
| --------- | ------------------ |
| Argentina | Argentinos Juniors |
| Argentina | Boca Juniors       |
| Argentina | Estudiantes (LP)   |
| Argentina | Independiente      |
| Argentina | Racing Club        |
| Argentina | River Plate        |
| Brasile   | Cruzeiro           |
| Brasile   | Flamengo           |
| Brasile   | Grêmio             |
| Brasile   | San Paolo          |
| Brasile   | Santos             |
| Cile      | Colo-Colo          |
| Colombia  | Atlético Nacional  |
| Paraguay  | Olimpia            |
| Uruguay   | Nacional           |
| Uruguay   | Peñarol            |

## Incontri

### Ottavi di finale

#### Andata
| Buenos Aires 22 settembre 1993                                | River Plate | 2 – 1  | Argentinos Juniors |  |
| \| \| \| \| \| Medina Bello Silvani \| Marcatori \| Cedrés \| |             |        |                    |  |
|                                                               |             |        |                    |  |
| Medina Bello Silvani                                          | Marcatori   | Cedrés |                    |  |

| Arbitro: | Matto |

|                                                               |           |           |
| Luís Fernando 1’ Ronaldo 27’ 45’ 90’ Nonato 47’ Edenilson 70’ | Marcatori | 48’ Reyes |

| La Plata 5 ottobre 1993                             | Estudiantes | 2 – 0 | Boca Juniors |  |
| \| \| \| \| \| González Calderón \| Marcatori \| \| |             |       |              |  |
|                                                     |             |       |              |  |
| González Calderón                                   | Marcatori   |       |              |  |

| Santos 5 ottobre 1993 | Santos  | 0 – 0 | Atlético Nacional | Vila Belmiro\| Arbitro: \| da Rosa \| |
| Arbitro:              | da Rosa |       |                   |                                       |

| Montevideo 6 ottobre 1993                       | Nacional  | 1 – 1  | Racing |  |
| \| \| \| \| \| Canals \| Marcatori \| Castro \| |           |        |        |  |
|                                                 |           |        |        |  |
| Canals                                          | Marcatori | Castro |        |  |

| Asunción 6 ottobre 1993                   | Olimpia   | 1 – 0 | Flamengo |  |
| \| \| \| \| \| Cardozo \| Marcatori \| \| |           |       |          |  |
|                                           |           |       |          |  |
| Cardozo                                   | Marcatori |       |          |  |

| San Paolo 6 ottobre 1993                                 | São Paulo | 2 – 0 | Independiente |  |
| \| \| \| \| \| Moas ?’ (aut.) Valdeir \| Marcatori \| \| |           |       |               |  |
|                                                          |           |       |               |  |
| Moas ?’ (aut.) Valdeir                                   | Marcatori |       |               |  |

| Montevideo 7 ottobre 1993               | Peñarol   | 1 – 0 | Grêmio |  |
| \| \| \| \| \| Silva \| Marcatori \| \| |           |       |        |  |
|                                         |           |       |        |  |
| Silva                                   | Marcatori |       |        |  |

#### Ritorno
| Santiago del Cile 12 ottobre 1993                                                | Colo-Colo | 3 – 3          | Cruzeiro |  |
| \| \| \| \| \| Vega Rubio Etcheverry ?’ (rig.) \| Marcatori \| Ronaldo Careca \| |           |                |          |  |
|                                                                                  |           |                |          |  |
| Vega Rubio Etcheverry ?’ (rig.)                                                  | Marcatori | Ronaldo Careca |          |  |

| Avellaneda 12 ottobre 1993                                       | Racing    | 1 – 3                   | Nacional |  |
| \| \| \| \| \| Castro \| Marcatori \| Morales González Suárez \| |           |                         |          |  |
|                                                                  |           |                         |          |  |
| Castro                                                           | Marcatori | Morales González Suárez |          |  |

| Rio de Janeiro 13 ottobre 1993                                                              | Flamengo  | 3 – 1    | Olimpia |  |
| \| \| \| \| \| Renato Gaúcho Casagrande Júnior Baiano ?’ (rig.) \| Marcatori \| Sanabria \| |           |          |         |  |
|                                                                                             |           |          |         |  |
| Renato Gaúcho Casagrande Júnior Baiano ?’ (rig.)                                            | Marcatori | Sanabria |         |  |

| Mendoza 13 ottobre 1993                                                   | Argentinos Juniors | 1 – 2                      | River Plate |  |
| \| \| \| \| \| Lauría Calvo \| Marcatori \| ?’ (rig.) Rivarola Silvani \| |                    |                            |             |  |
|                                                                           |                    |                            |             |  |
| Lauría Calvo                                                              | Marcatori          | ?’ (rig.) Rivarola Silvani |             |  |

| Buenos Aires 13 ottobre 1993                              | Boca Juniors | 1 – 3          | Estudiantes |  |
| \| \| \| \| \| Graciani \| Marcatori \| , Calderón Paz \| |              |                |             |  |
|                                                           |              |                |             |  |
| Graciani                                                  | Marcatori    | , Calderón Paz |             |  |

| Medellín 13 ottobre 1993                  | Atlético Nacional | 1 – 0 | Santos | Atanasio Girardot (48.437 spett.) |
| \| \| \| \| \| Trellez \| Marcatori \| \| |                   |       |        |                                   |
|                                           |                   |       |        |                                   |
| Trellez                                   | Marcatori         |       |        |                                   |

| Avellaneda 13 ottobre 1993                      | Independiente | 1 – 1   | São Paulo |  |
| \| \| \| \| \| Pérez \| Marcatori \| Valdeir \| |               |         |           |  |
|                                                 |               |         |           |  |
| Pérez                                           | Marcatori     | Valdeir |           |  |

| Arbitro: | Torres Cadena |

|                |           |  |
| Charles Gilson | Marcatori |  |

### Quarti di finale

#### Andata
| Belo Horizonte 20 ottobre 1993                            | Cruzeiro  | 1 – 2           | Nacional |  |
| \| \| \| \| \| Ronaldo \| Marcatori \| González Severo \| |           |                 |          |  |
|                                                           |           |                 |          |  |
| Ronaldo                                                   | Marcatori | González Severo |          |  |

| Buenos Aires 20 ottobre 1993                                               | River Plate | 2 – 1       | Flamengo |  |
| \| \| \| \| \| Rivarola 56’ (rig.) Toresani \| Marcatori \| 22’ Rogério \| |             |             |          |  |
|                                                                            |             |             |          |  |
| Rivarola 56’ (rig.) Toresani                                               | Marcatori   | 22’ Rogério |          |  |

| Arbitro: | Tejada |

|            |           |  |
| García 40’ | Marcatori |  |

| San Paolo 20 ottobre 1993                                                       | São Paulo | 2 – 2                | Grêmio | Pacaembu |
| \| \| \| \| \| Cafu 7’ Dinho 60’ (rig.) \| Marcatori \| 57’ Charles 62’ Caio \| |           |                      |        |          |
|                                                                                 |           |                      |        |          |
| Cafu 7’ Dinho 60’ (rig.)                                                        | Marcatori | 57’ Charles 62’ Caio |        |          |

#### Ritorno
| Arbitro: | Filippi |

|                                                                             |                      |                                                              |
| Rogério                                                                     | Marcatori            |                                                              |
| Rogério Marcelinho Carioca Gilmar Marquinhos Gélson Baresi Magno Éder Lopes | Tiri di rigore 6 – 5 | Rivarola Berti Villalba Altamirano Sodero Díaz Silvani Corti |

| Arbitro: | Escobar Valdez |

|  |           |        |
|  | Marcatori | Osorio |

| Porto Alegre 27 ottobre 1993                     | Grêmio    | 0 – 1          | São Paulo | Beira-Rio |
| \| \| \| \| \| \| Marcatori \| Toninho Cerezo \| |           |                |           |           |
|                                                  |           |                |           |           |
|                                                  | Marcatori | Toninho Cerezo |           |           |

* Il Grêmio gioca all'Estádio Beira-Rio a causa della squalifica dell'Estádio Olímpico Monumental decisa dalla CONMEBOL.
| Arbitro: | Castrilli |

|                                            |                      |                                               |
| Olivera 63’ Morales 72’                    | Marcatori            | 44’ Macalé 54’, 90’ Ronaldo                   |
| Canals Larré Morales Vidal González Suárez | Tiri di rigore 4 – 2 | Roberto Gaúcho Macalé Paulo Roberto Edenilson |

### Semifinali

#### Andata
| San Paolo 3 novembre 1993                    | São Paulo | 1 – 0 | Atlético Nacional | Pacaembu |
| \| \| \| \| \| Müller 77’ \| Marcatori \| \| |           |       |                   |          |
|                                              |           |       |                   |          |
| Müller 77’                                   | Marcatori |       |                   |          |

| San Paolo 4 novembre 1993                                          | Flamengo  | 2 – 1   | Nacional |  |
| \| \| \| \| \| Casagrande Renato Gaúcho \| Marcatori \| O'Neill \| |           |         |          |  |
|                                                                    |           |         |          |  |
| Casagrande Renato Gaúcho                                           | Marcatori | O'Neill |          |  |

#### Ritorno
| Arbitro: | Loustau |

|  |           |                                  |
|  | Marcatori | 45’, 56’ Nélio 52’ Renato Gaúcho |

* Partita sospesa al 77º minuto per intemperanze dei tifosi del Nacional.
| Arbitro: | Tejada |

|                                                      |                      |                                 |
| Aristizábal 38’ Zúñiga 58’                           | Marcatori            | 8’ Palhinha                     |
| Gaviria Escobar Osorio Castañeda Trellez Aristizábal | Tiri di rigore 4 – 5 | Dinho Cafu Müller Gilmar Válber |

### Finale

#### Andata
| Arbitro: | Rezende |

| |            | |
| Marquinhos 35’ 46’ | Marcatori  | 15’ Leonardo 86’ Juninho Paulista |
| · Gilmar P Charles Guerreiro D · 49’ Júnior Baiano D Rogério D Marcos Adriano D · Fabinho C Marquinhos C Marcelinho Carioca C · Nélio C · Renato Gaúcho A · Piá D Casagrande A Gélson Baresi D | Formazioni | · P Zetti · D Cafu · D Válber · D Ronaldão · D André Luiz C Doriva · C Toninho Cerezo · A Valdeir · C Dinho · C Palhinha · C Juninho Paulista · C Leonardo A Müller |
| Júnior | Allenatori | Telê Santana |

#### Ritorno
| Arbitro: | Marsiglia |

| |                      | |
| Leonardo 61’ Juninho Paulista 79’ | Marcatori            | 9’ Renato Gaúcho 81’ Marquinhos |
| Dinho Leonardo Cafu André Luiz Müller | Tiri di rigore 5 – 3 | Rogério Marcelinho Carioca Marquinhos Gélson Baresi |
| · Zetti P · Cafu D · Válber D · Ronaldão D · André Luiz D Doriva C · Toninho Cerezo C · Juninho Paulista C · Dinho C · Palhinha C · Guilherme Leonardo C Müller A | Formazioni           | · P Gilmar D Charles Guerreiro · D Gélson Baresi · D Rogério D Marcos Adriano · C Fabinho C Marquinhos C Marcelinho Carioca · C Nélio · A Renato Gaúcho · C Éder Lopes · A Casagrande A Magno |
| Telê Santana | Allenatori           | Júnior |